# DFW R.II

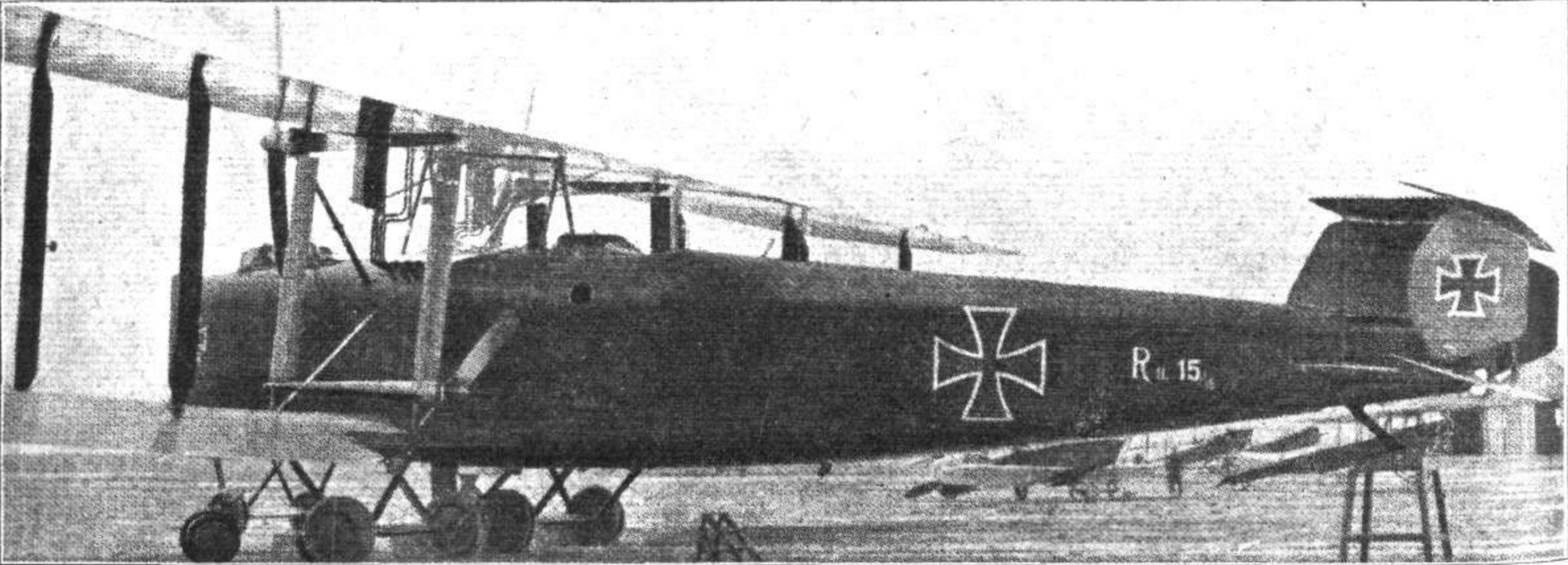
DFW R.II

DFW R.IIは第一次世界大戦中のドイツの爆撃機である。ドイツ航空機工場（Deutsche Flugzeug-Werke）が製作し、1918年8月に初飛行した。4台のエンジンを胴体内に収納し、ドライブシャフトで上翼に取り付けられたトラクター式の2基のプロペラと下翼に取り付けられたプッシャー式の2基のプロペラを駆動した。6機が発注され、終戦までに2機が完成したが、戦闘に用いられることはなかった。
1916年に開発され、1機だけが製作された同じエンジンとプロペラの構成のDFW R.Iのペイロードを2600kg上回る、3400kgのペイロードを求められて開発された。エンジンはR.Iの220hpのMercedes D.IV、4基から、260hpに強化され、信頼性が向上したD.IVaが用いられた。1918年8月に初飛行したが、ドライブシャフトの振動の問題に悩まされた。対策として、鋼管でドライブシャフトを囲い、支持部を強化された。6機を受注し、2機が終戦までに完成したが、第一線での作戦には性能不足であると判断され、訓練用に運用された。戦後、24座席の旅客機に転用する計画がされたが、試作機が完成する前に計画は取りやめられた。

## 要目 （DFW R.II)
| DFW R.II |                   |
| 項目     | データ            |
| 乗員     | 5名               |
| 全長     | 20.93 m           |
| 全幅     | 35.06 m           |
| 翼面積   | 266 m2            |
| 全高     | 6.40 m            |
| エンジン | 4× Mercedes D.IVa |
| 最高速度 | 132 km/h          |
| 航続時間 | 6時間             |
| 自重     | 8,600 kg          |
| 全備重量 | 12,000 kg         |